# My Universe
My Universe (englisch für „Mein Universum“) ist ein Lied der britischen Pop-Rock-Band Coldplay und der südkoreanischen Boygroup BTS. Der Dance-Pop-Track ist die zweite Singleauskopplung aus Coldplays neuntem Album Music of the Spheres und erschien am 24. September 2021 über Parlophone und Atlantic Records. Das Lied wird sowohl auf Englisch als auch auf Koreanisch gesungen.

## Hintergrund
Der Titel des Songs wurde erstmals im Juli 2021 im Rahmen der Tracklisting-Veröffentlichung von Music of the Spheres angekündigt, ohne dass der Song mit BTS erwähnt wurde. Ein Ausschnitt des Liedes war in einem Trailer mit dem Titel Overtura enthalten, wobei auch jegliche Beweise für die Beteiligung der koreanischen Gruppe weggelassen wurden. Am 13. September 2021 wurde bekannt, dass der Song eine Zusammenarbeit zwischen Coldplay und BTS ist. Die Single wurde durch eine verschlüsselte Nachricht auf dem Social-Media-Konto von Coldplay Alien Radio FM angekündigt. Nach der Veröffentlichung des Musikvideos Permission to Dance Anfang Juli 2021 arbeiteten die Gruppen erstmals während einer Episode der YouTube-Serie Released zusammen, in der sie mit Coldplays Frontmann Chris Martin darüber diskutierten, was die „#PermissionToDance Challenge“ inspirierte. Spekulationen über eine Zusammenarbeit der beiden Gruppen machten jedoch bereits im Februar 2021 die Runde, nachdem BTS ihren 2005er Hit „Fix You“ auf MTV Unplugged gecovert hatte. Am 26. September veröffentlichten sie eine Making-of-Dokumentation des Songs mit dem Titel Inside My Universe, zusammen mit einem "Supernova 7"-Remix und einer Akustikversion.

## Musikalisches
Der Song ist im A-Dur mit einem Tempo von 105 bpm und beginnt mit dem englischsprachigen Refrain. Der Beat setzt bei der darauffolgenden ersten Strophe ein, die Chris Martin beginnt. Nach der Strophe übernimmt Jungkook den Pre-Refrain mit vier Sätzen, abwechselnd auf Koreanisch und Englisch, ehe der Refrain wieder beginnt. Die zweite Strophe beginnt V mit zwei koreanischen Sätzen, RM folgt mit einem englischen Satz und singt mit Jimin einen weiteren englischen Satz, nach dem der Refrain erneut gespielt wird. Der Post-Refrain wird von allen gesungen, den Jin abschließt. Daraufhin setzt die Bridge ein, die nacheinander von J-Hope und Suga auf Koreanisch gerappt wird. Jungkook singt einen leicht abgeänderten Pre-Refrain, bevor der Refrain ein letztes Mal gesungen wird. Der Post-Refrain wird noch einmal gespielt, ehe das Lied verstummt. Dies leitet einen letzten Drop ein, der melodisch-aggressiv klingt und nach wenigen Takten verblasst, womit der Song endet.

## Musikvideos
Zusammen mit dem Song wurde am 24. September 2021 ein Lyric-Video im Weltraum-Thema mit animierten handgeschriebenen Texten beider Bands auf Englisch und Koreanisch veröffentlicht. In den folgenden Tagen wurden weitere Visualizer für die Instrumental-, Akustik- und Supernova 7-Remix-Versionen des Tracks veröffentlicht.
Ein Musikvideo unter der Regie von Dave Meyers wurde am 30. September 2021 veröffentlicht. Im Planetensystem Spheres, wo Musik von den "Silencers" (deutsch: Schalldämpfer) verboten wurde, zeigt das Video Coldplay, BTS und die fiktive Alien-Band Supernova 7, die zusammen My Universe spielen. Obwohl sie sich auf verschiedenen Planeten befinden, sind die drei Gruppen als Hologramme durch die "HOLOBAND"-Technologie vereint, die von der außerirdischen DJ Lafrique gesteuert wird, die ihre Performance von ihrem Funkschiff aus durch das System überträgt, während sie von den Silencern gejagt wird.
Coldplay drehte das Video im Juli 2021 in einem leeren, verlassenen städtischen Schwimmbadkomplex in Rubí bei Barcelona. Der BTS-Teil wurde auf einer Greenscreen-Bühne in einem Studio in Seoul zwei Wochen nach den Dreharbeiten in Barcelona gedreht.

## Live-Auftritte
Am 23. September 2021, einen Tag vor der offiziellen Veröffentlichung von "My Universe", spielten Coldplay den Song in Pandoras Small Stage Series im Apollo Theater in New York. Chris Martin zeigte "My Universe" während seines Gastauftritts in der Kelly Clarkson Show, die am folgenden Tag ausgestrahlt wurde, wo er eine kurze akustische Wiedergabe aufführte. Am 25. September führte die Band den Song beim Global Citizen Festival im New Yorker Central Park auf, wobei BTS virtuell über ein vorab aufgenommenes Video auftrat, das hinter ihnen auf dem Bildschirm abgespielt wurde.
Den ersten gemeinsamen Auftritt gab es bei den American Music Awards am 21. November 2021.

## Rezeption

### Rezensionen
Rhian Daly von NME gab dem Song eine positive Bewertung von vier von fünf Sternen und nannte ihn „eine himmlische Ode an die Einheit, Hoffnung und die Kraft der Liebe“. Sie bemerkte auch, dass, obwohl einige den Track als ungewöhnliche Paarung betrachten, die Zusammenführung der beiden Acts durchaus Sinn macht, da „beide eine Vorliebe für eine poetische und herzliche Herangehensweise an ihre Musik teilen und zwei der größten Bands der Welt sind, sie sind auch zwei der tiefgründigsten Denker des modernen Pops und verleihen ihren Texten berührende Aussagen über Liebe und Leben.“

### Chartplatzierungen
| ChartsChartplatzierungen       | Höchstplatzierung | Wochen |
| ------------------------------ | ----------------- | ------ |
| Deutschland (GfK)              | 13 (32 Wo.)       | 32     |
| Österreich (Ö3)                | 29 (25 Wo.)       | 25     |
| Schweiz (IFPI)                 | 11 (33 Wo.)       | 33     |
| Vereinigtes Königreich (OCC)   | 3 (19 Wo.)        | 19     |
| Vereinigte Staaten (Billboard) | 1 (17 Wo.)        | 17     |

| ChartsJahrescharts (2021) | Platzierung |
| ------------------------- | ----------- |
| Schweiz (IFPI)            | 94          |

| ChartsJahrescharts (2022) | Platzierung |
| ------------------------- | ----------- |
| Deutschland (GfK)         | 86          |
| Schweiz (IFPI)            | 77          |

### Auszeichnungen für Musikverkäufe
| Land/Region                  | Auszeichnungen für Musikverkäufe (Land/Region, Auszeichnung, Verkäufe) | Verkäufe  |
| ---------------------------- | ---------------------------------------------------------------------- | --------- |
| Australien (ARIA)            | Platin                                                                 | 70.000    |
| Brasilien (PMB)              | Diamant                                                                | 160.000   |
| Dänemark (IFPI)              | Platin                                                                 | 90.000    |
| Deutschland (BVMI)           | Gold                                                                   | 200.000   |
| Frankreich (SNEP)            | Diamant                                                                | 333.333   |
| Italien (FIMI)               | 2× Platin                                                              | 200.000   |
| Kanada (MC)                  | 2× Platin                                                              | 160.000   |
| Neuseeland (RMNZ)            | Platin                                                                 | 30.000    |
| Österreich (IFPI)            | Platin                                                                 | 30.000    |
| Polen (ZPAV)                 | Platin                                                                 | 50.000    |
| Portugal (AFP)               | 2× Platin                                                              | 20.000    |
| Schweden (IFPI)              | Platin                                                                 | 80.000    |
| Schweiz (IFPI)               | 2× Platin                                                              | 40.000    |
| Spanien (Promusicae)         | 2× Platin                                                              | 120.000   |
| Vereinigte Staaten (RIAA)    | Platin                                                                 | 1.000.000 |
| Vereinigtes Königreich (BPI) | Platin                                                                 | 600.000   |
| Insgesamt                    | 1× Gold · 18× Platin · 2× Diamant ·                                    | 3.183.333 |

Hauptartikel: Coldplay/Auszeichnungen für Musikverkäufe

### Auszeichnungen für Musikstreaming
| Land/Region  | Auszeichnungen für Musikverkäufe (Land/Region, Auszeichnung, Verkäufe) | Verkäufe   |
| ------------ | ---------------------------------------------------------------------- | ---------- |
| Japan (RIAJ) | Gold                                                                   | 50.000.000 |
| Insgesamt    | 1× Gold ·                                                              | 50.000.000 |

Hauptartikel: Coldplay/Auszeichnungen für Musikverkäufe